# Karl August von Gemmingen
Karl August von Gemmingen (* 8. April 1716 in Heilbronn; † 22. Januar 1785) war württembergischer Kammerherr, Generalmajor, Kommandant des herzoglichen Leibcorps und Ritter des Karlsordens.

## Leben
Karl August entstammte dem Zweig Bürg-Presteneck der Freiherren von Gemmingen und war ein Sohn des Eberhard von Gemmingen (1674–1741) aus dessen erster Ehe mit Eleonore Elisabetha von Gemmingen († 1717). Er trat früh in den württembergischen Militärdienst ein, wo er zuletzt Generalmajor und Kommandant des herzoglichen Leibcorps war. 1774 gehörte er zu den Gründungsmitgliedern der Freimaurerloge "zu den 3 Cedern" in Stuttgart.

## Familie
Er war ab verheiratet mit Auguste Maria von Mizschefall († 1762).
Nachkommen:
- Maria Luise (1747–1821) ⚭ Karl Philipp von Dungern
- Auguste Charlotte († 1788)
- Friedrich Eugen († 1768)
- Karl Friedrich Reinhard (1743–1821), blieb ledig